# Bironowschtschina

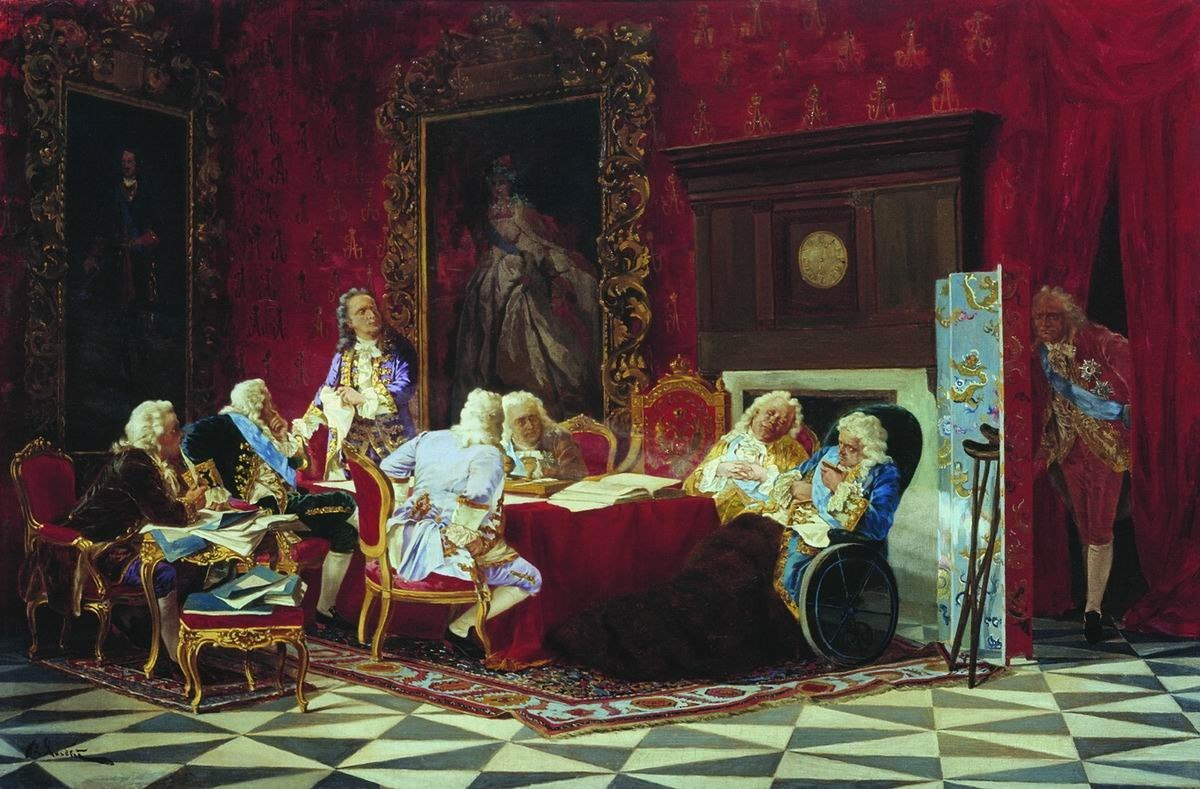
Waleri Jakobi (1834–1902): Kabinett Annas

Bironowschtschina (russisch Бироновщина) ist ein aus dem Russischen übersetzter geschichtswissenschaftlicher Begriff für die Periode von 1730 bis 1741 der russischen Geschichte. Er beschreibt das Regierungsjahrzehnt von Kaiserin Anna und das ephemere nominelle Kaisertum Iwans VI., im Sinne eines reaktionären, durch Korruption, Gewalt und Terror gekennzeichneten Ausländerregimes.

## Historischer Hintergrund
Während der Herrschaftsjahre von Kaiserin Anna (1730 bis 1740) nahm die Zahl der Ausländer, vor allem der Deutschen, in hohen Regierungsstellen und im Heer stark zu. Der Favorit der Kaiserin, Ernst Johann von Biron regierte uneingeschränkt. Die meisten seiner russischen Zeitgenossen, besonders die Offiziere und Soldaten der Garderegimenter, die in Petersburg stationiert waren, sahen in Biron den willkürlich und grausam herrschenden Fremdling. Die Cliquenkämpfe am Kaiserhof waren „den kleinen Leuten“ zwar kaum bekannt; sie sahen aber, wie prunkhaft und arrogant die Ausländer auftraten, und das erregte eine zunehmende Fremdenfeindlichkeit.

## Begriffsgeschichte
Der Begriff übernimmt den von der russischen Historiographie des 19. Jahrhunderts geprägten, in hohem Maße nationalistisch motivierten Begriff „Bironowschtschina“ (russisch Бироновщина, Zeit der Herrschaft Birons).
Die Bezeichnung bezieht sich auf das in Russland vorhandene Ressentiment der russischen Zeitgenossen gegen die Rolle, die einflussreiche Ausländer in Russland spielten. Die Bedeutung der einflussreichen deutschen Berater Annas Ernst Johann von Biron, Heinrich Johann Friedrich Ostermann, Burkhard Christoph von Münnich ist schon von der vorrevolutionären russischen Geschichtsschreibung eindringlich hervorgehoben worden. Die neuere westliche Forschung hat allerdings die Ansicht widerlegt, die Regierung der Jahre 1730–1741 habe eine antinationale Politik betrieben, und darauf hingewiesen, dass unter Anna nicht mehr Deutsche gehobene Regierungspositionen innehatten als unter Peter dem Großen. Auch verneint sie eine grundsätzliche Frontstellung zwischen Deutschen und Russen und wertet die Opposition im Adel gegen die Regierung nicht als Kampf gegen eine Fremdherrschaft, sondern als pragmatischen Versuch einer Staatsreform.